# Parademarsch der 18er Husaren
Parademarsch der 18er Husaren är en tysk/saxisk kavallerimarsch som används av Försvarsmakten i Sverige och av Bundeswehr i Tyskland. I Chilenska militären går marschen under namnet Húsares de la Reina och används av det preussiska regementet Granaderos de Chile under Chilenska militärparader. Marschen har också historiskt används inom Nationale Volksarmme i Östtyskland, Wehrmacht i Nazityskland och inom Kejsardömet Tyskland. 